# Manneken Swing

Manneken Swing est un documentaire réalisé par Julien Bechara sur un scénario de David Deroy et sorti en 2015,,.

## Synopsis
La vie de Stan Brenders, pianiste, compositeur et chef d’orchestre belge de jazz, qui fut une figure marquante ainsi qu'un pionnier de ce genre musical en Belgique.

## Fiche technique
- Réalisation : Julien Bechara
- Production : image création.com[4], r.t.b.f., Proximus, w.i.p.
- Scénario : David Deroy
- Photographie : Tristan Galand
- Mixage : Roland Voglaire
- Musique : Stan Brenders
- Prise de son : Leny Andrieux, Denis Guerdon, Jean-François Levillain
- Montage : Mathieu Pierrart
- Décor : Charlie Cantraine
- Graphiste : Ronan Zeegers, Benoît Gréant

## Distribution
- Narrateur : Laurent Bonnet

## Autour du documentaire
Lors de sa sortie en 2015, le Centre culturel du Brabant wallon organisa des diffusions du documentaire suivies de soirées thématiques sur le Jazz. La Maison de la Radio à Flagey organisa également une diffusion du documentaire suivit de concert de Jazz,.
En 2018, le documentaire est montré lors du Festival musical de Tournai. Une interview du réalisateur sur le documentaire est librement consultable.

## Réception
Le magazine JazzMania salue le documentaire pour ses précisons, son impartialité et sa capacité à interroger les actions de Brenders dans le contexte de l'occupation . Le Suricate magazine parle quant à lui du devoir de mémoire que  le documentaire valorise à travers le patrimoine musicale du jazz perçu comme une identité bruxelloise à part. De son côté, L'Écho félicite un documentaire qui met en lumière le rôle du Jazz en Belgique tandis que la RTBF parle d'un documentaire extraordinaire.